# Livio Trapè
Livio Trapè (Montefiascone, provincia de Viterbo, 26 de mayo de 1937) fue un ciclista italiano que fue profesional entre 1961 y 1966.
El 1960, como amateur, tomó parte a los Juegos Olímpicos de Roma, en que ganó dos medallas, una de oro en la contrarreloj por equipos, junto a Antonio Bailetti, Ottavio Cogliati y Giacomo Fornoni; y una de plata en la cursa en ruta individual, por detrás el soviético Víktor Kapitónov y por ante el belga Willy Vanden Berghen.
Como profesional sus éxitos serían más limitados y solo destaca una victoria al Giro de Campania de 1961 y una segunda posición a la Giro de Lombardía de 1962.

## Palmarés
- 1958
  - 1º en el G.P. Pretola
- 1959
  - 1º en el Trofeo Mauro Pizzoli
  - 1º en el G.P. Vivaisti Cenaiesi
  - 1º en la Coppa Mobilio Ponsacco
  - Vencedor de una etapa de la Carrera de la Paz
- 1960
  - Medalla de oro a los Juegos Olímpicos de Roma en contrarreloj por equipos
  - Medalla de plata a los Juegos Olímpicos de Roma en ruta individual
  - Campeón de Italia en ruta amateur
  - 1º en la Coppa Città del Marmo
  - 1º en el Trofeo Mauro Pizzoli
  - 1º en la Coppa 29 Martirio di Figline di Prato
  - 1º en la Coppa Mobilio Ponsacco
- 1961
  - 1º en el Giro de Campania
  - 1º en la Coppa Cicogna

### Resultados al Giro de Italia
- 1964. Abandona

### Resultados a la Vuelta en España
- 1966. 45.º de la clasificación general